# Hair (film)
Hair è un dramma musicale del 1979, diretto da Miloš Forman e basato sull'omonimo musical di Broadway, scritto e diretto dagli sceneggiatori e compositori italoamericani Gerome Ragni e James Rado.
Pur ispirandosi al musical teatrale, il film si differenzia profondamente dal lavoro rappresentato a Broadway, non solo nella trama ma anche nella sequenza dei brani musicali.
Venne presentato fuori concorso al 32º Festival di Cannes.

## Trama
(Aquarius)
Claude è un giovane campagnolo dell'Oklahoma chiamato alle armi per la guerra del Vietnam. Arrivato a New York pochi giorni prima della partenza, si imbatte a Central Park in un gruppo di hippies composto da Berger, Jeannie, Hud e Woof. Innamoratosi a prima vista della bella Sheila, figlia di genitori ricchi e altezzosi, viene aiutato dai nuovi amici a conquistarla.
Sotto la guida di Berger, Claude si avvicinerà al mondo degli stupefacenti e alla filosofia della libertà assoluta. Tra viaggi onirici e il crescente senso di amicizia, il giovane si avvia al campo di addestramento, lasciando alle spalle un mondo per lui nuovo e affascinante.
Gli amici, decisi a fargli incontrare per un'ultima volta Sheila, si dirigono al campo e Berger si sostituisce all'amico per consentirgli di rimanere qualche ora con la donna che ama. In questo breve lasso di tempo, il campo viene evacuato e i soldati fatti salire a bordo di un aereo in partenza per il Vietnam.
Il pacifista Berger si trova così suo malgrado a combattere una guerra in cui non crede, mentre il giovane Claude riesce a ottenere la libertà. Berger risulterà una delle innumerevoli vittime del conflitto.

## Produzione

### Sviluppo
Già scritto e pensato dal trio Gerome Ragni, James Rado e Galt MacDermot, Hair fu rappresentato per la prima volta nei teatri americani nel 1967.
Già nel 1973 era stata offerta la regia di una riduzione cinematografica a George Lucas, il quale, però, rifiutò, perché impegnato a girare American Graffiti.
Quando Milos Forman, già celebre autore grazie al successo di Qualcuno volò sul nido del cuculo (1975), ne volle fare una trasposizione cinematografica nel 1979, lo spirito hippy, su cui si era basato il musical teatrale del 1967, si era ormai ampiamente esaurito.
Il risultato fu una sceneggiatura che non aveva praticamente nessun punto in comune con la trama dello spettacolo, arrivando a eliminare personaggi, inventarne di nuovi, eliminare canzoni, assegnare canzoni a personaggi differenti, e soprattutto a modificare radicalmente la figura del protagonista Claude, reinventandolo completamente.

### Cast
Ai provini per il film parteciparono Madonna e Bruce Springsteen, che rimasero però esclusi dalle scelte del casting.

### Riprese
Le scene ambientate al Central Park furono girate in pieno e freddo autunno, nell'ottobre del 1977, nonostante la sceneggiatura le collocasse temporalmente in estate. Una curiosità: per non mostrare l'effetto evaporazione, dovuta proprio al freddo, durante la respirazione di ciascun attore, si ricorse ad un trucco: ogni interprete, mentre recitava, teneva un po' di ghiaccio in bocca.

## Colonna sonora

### Tracce[6]
Disco 1
Testi di Gerome Ragni, Jim Rado, musiche di Galt MacDermot.
1. Aquarius – Ren Woods
2. Sodomy – Don Dacus
3. Donna/Hashish – Treat Williams
4. Colored Spade – Dorsey Wright
5. Manchester – John Savage
6. Abie Baby/Fourscore – Charlaine Woodard/Nell Carter/Trudy Perkins
7. I'm Black/Ain't Got No – Don Dacus/Dorsey Wright/John Savage/Kurt Yaghjian/Nell Carter/Toney Watkins/Treat Williams
8. Air – Annie Golden
9. Party Music
10. My Conviction – Charlotte Rae
11. I Got Life – Treat Williams
12. Frank Mills – Suzette Charles
13. Hair – Don Dacus/Dorsey Wright/Treat Williams
14. L.B.J.
15. Electric Blues/Old Fashioned Melody – Debi Dye/Leata Galloway/Ron Young/Victor Willis
16. Hare Krishna – Leata Galloway/Nell Carter/Twyla Tharp

Disco 2
1. Where Do I Go? – John Savage
2. Black Boys – Debi Dye/Ellen Foley/Jim Rosica/John Maestro/Laurie Beechman/Russell Thompkins Jr./Vincent Carrella
3. White Boys – Charlaine Woodard/Nell Carter/The Stylistics/Trudy Perkins
4. Walking In Space (My Body) – Betty Buckley/Carl Hall/Debi Dye/Howard Porter/Leata Galloway/Marilyn Winbush/Nell Carter/Randy Wilson/Salome Bay/Toney Watkins
5. Easy to Be Hard – Cheryl Barnes
6. Three-Five-Zero-Zero – Melba Moore/Ronnie Dyson
7. Good Morning Starshine – Beverly D'Angelo
8. What a Piece of Work Is Man – Alex Paez/David Lasley
9. Somebody To Love – Charlie Brown
10. Don't Put It Down
11. The Flesh Failures/Let the Sunshine In – Annie Golden/Beverly D'Angelo/Cheryl Barnes/Cleavant Derricks-Carrol/Don Dacus/Dorsey Wright/John D.Robertas/John Savage/Larry Marshall/Treat Williams

### Musicisti
- Tom Pierson - arrangiamento e direzione (voci), tastiere
- Galt MacDermot - compositore, arrangiamento, direzione (musica), tastiere
- Wilbur Bascomb - basso
- Charles C. Brown – chitarra
- Cornell L. Dupree – chitarra
- Bernard Purdie – percussioni
- Joe Wilder - tromba solista (in Walking in Space)

## Distribuzione
Il film, dopo essere stato presentato in anteprima mondiale al Festival di Cannes del 1979, uscì nelle sale cinematografiche statunitensi il 14 marzo 1979, mentre in Italia il 16 maggio seguente.

## Accoglienza

### Incassi
Il film, guadagnando oltre 15 milioni di dollari tra Stati Uniti e Canada, entro la fine del 1979 incassò circa $ 38,3 in tutto il mondo.

### Critica
Il film venne generalmente apprezzato dalla critica, sin dal periodo della sua uscita.
Sul sito web Rotten Tomatoes, ovviamente molto tempo dopo rispetto alla sua uscita, il film riceve l'82% delle recensioni professionali positive, con un voto medio di 8,3/10, basato su 60 recensioni; il consenso critico del sito commenta che Hair è "interpretato con entusiasmo da un cast fantastico e diretto con colore da Miloš Forman".
Sia il critico Roger Ebert che il critico Gene Siskel hanno incluso il film nella loro lista dei "migliori film del 1979", con il secondo che l'ha inserito al 1º posto, definendolo "il migliore film di quell'anno". Nel 1979, per il New York Times, Vincent Canby lo definì "un vivace mix di musica e colori, che ricorda con rispetto e realtà gli anni hippie '60 e '70."

## Riconoscimenti
- 1979 - David di Donatello
  - Miglior regista straniero a Miloš Forman
  - Migliore colonna musicale straniera ad AA.VV
- 1980 - Golden Globe
  - Candidato al miglior film commedia o musicale
- 1980 - Premio César
  - Candidato al miglior film straniero
- American Film Institute
  - 2004: AFI's 100 Years... 100 Songs: "Aquarius" – #33
  - 2006: AFI's Greatest Movie Musicals – Candidato

Il New York Times lo ha inserito nella sua lista Best 1000 Movies Ever.